# Jayson Terdiman
Pour les articles homonymes, voir Terdiman.
Jayson Terdiman (né le 21 décembre 1988 à East Stroudsburg) est un lugeur américain.

## Carrière
En tant que spécialiste du double, il est associé au début de sa carrière à Chris Mazdzer et remportera avec lui un titre de champion du monde junior en 2008.
Il monte en Coupe du monde lors de la saison 2008-2009. Il obtient son premier podium en novembre 2010 à Winterberg avec son nouveau partenaire Christian Niccum.
Il se classe onzième de la compétition de luge double et sixième du relais aux Jeux olympiques d'hiver de 2014. Il change de partenaire en vue de la saison suivante puisque Niccum a pris sa retraite. Il concourt désormais avec Matthew Mortensen.

## Palmarès

### Championnats du monde
- : Médaille d'argent par équipe en 2017.
- : Médaille de bronze par équipe en 2020.

### Coupe du monde
- 6 podiums en double : 
  - en double : 2 deuxièmes places et 1 troisième place.
  - en sprint : 1 deuxième place 2 deuxièmes places.
- 11 podiums en relais :  9 deuxièmes places et 2 troisièmes places.